# Стойленский горно-обогатительный комбинат
Сто́йленский ГОК (Сто́йленский го́рно-обогати́тельный комбина́т) — российский производитель железорудного сырья. Компания расположена в городе Старый Оскол Белгородской области.

## История

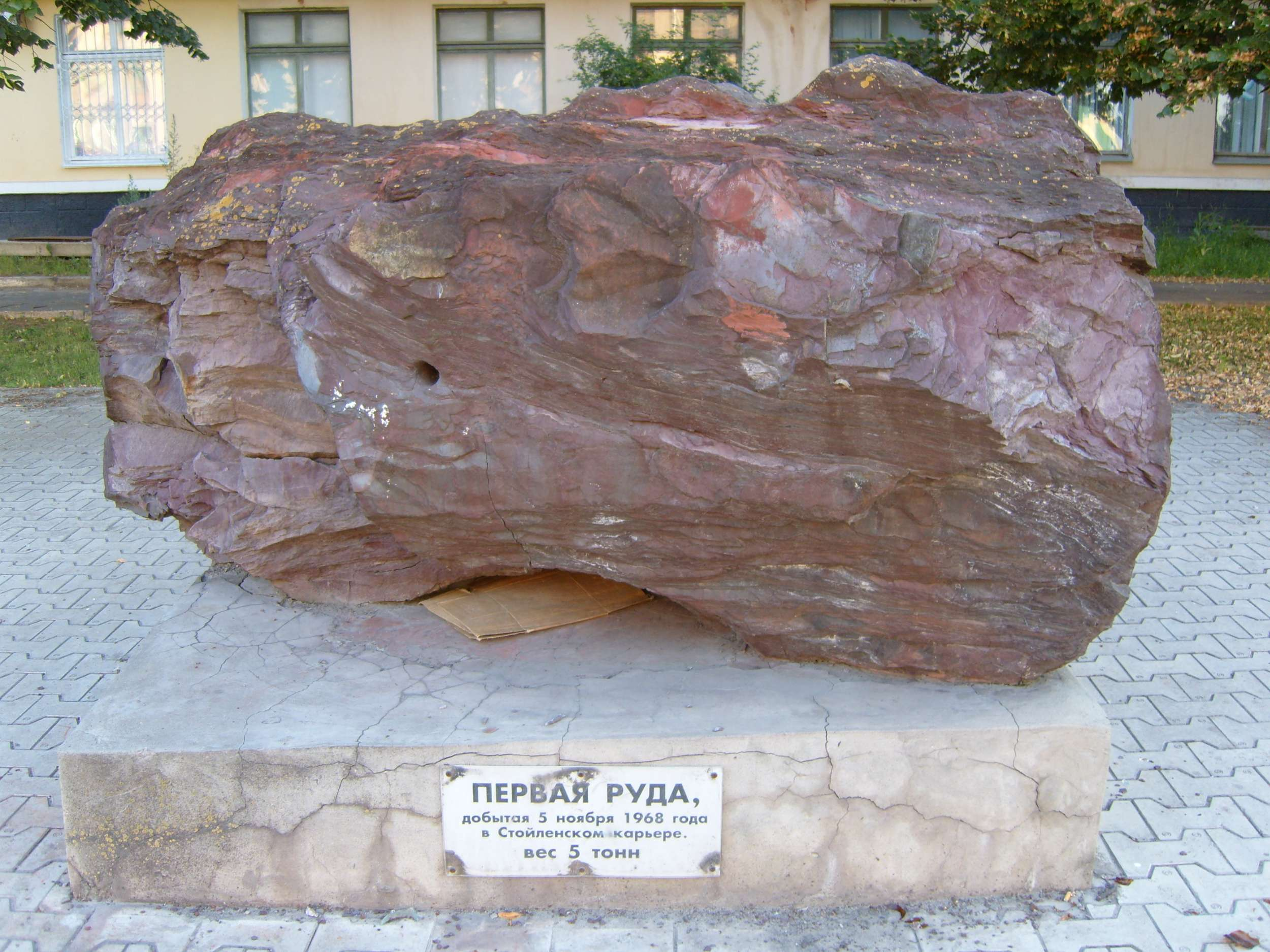
Первая руда, добытая на Стойленском карьере 5 ноября 1968 года

В декабре 1960 года постановлением Белгородского Совета народного хозяйства утверждено комплексное проектное задание строительства Стойленского рудника. 1 июня 1961 года началась разработка Стойленского карьера.
31 декабря 1968 года был подписан акт Государственной комиссии о приемке в эксплуатацию объектов 1-й очереди Стойленского рудоуправления. 14 апреля 1972 года вышло Постановление ЦК КПСС и Совета Министров СССР о начале проектирования Стойленского ГОКа. 31 декабря 1975 года началось строительство зданий и сооружений основной производственной площадки СГОКа.
3 ноября 1992 года ГОК прошёл процесс приватизации и получил наименование Акционерное общество «Стойленский горно-обогатительный комбинат».
Март 2004 года. Главным акционером ОАО «Стойленский горно-обогатительный комбинат» стало ОАО «Новолипецкий металлургический комбинат» (96,98 % уставного капитала).
29 ноября 2016 года на Стойленском ГОКе запущена фабрика окомкования — одна из крупнейших и самая современная в Европе. На торжественной церемонии присутствовал председатель правительства России Дмитрий Анатольевич Медведев.

## Продукция
- Руда железная доменная необогащённая;
- Руда железная агломерационная;
- Железорудный концентрат агломерационный;
- Железорудные окатыши;
- Щебень;
- Песок природный;
- Цементное сырье (мел, глины).

## Деятельность
ГОК производит, по данным на 2016 год, 18,2 % железорудного сырья России. Стойленский ГОК занимается разработкой одного из самых крупных месторождений Курской Магнитной Аномалии (КМА). 
В 2016 году было добыто 35833 тыс. тонн железорудного сырья, из них 1583 тыс. тонн богатой железной руды и 32 250 тыс. тонн железистых кварцитов. Из них было произведено 15 636 тыс. тонн концентрата (+2,9 % к уровню 2015 года). Более 300 тыс. тонн концентрата было использовано для производства окатышей.
Балансовые запасы карьера (по данным на 2017 год):
- богатая железная руда — 63,34 млн тонн;
- железистые кварциты — 9,86 млрд тонн.

## Потребители
- Новолипецкий металлургический комбинат

## Статьи
- Журнал Металл-Курьер, с. 16. Стойленский ГОК: без права на ошибку, ноябрь-декабрь 2016.
- Дмитрий Чистопрудов. Как добывают железную руду. Стойленский ГОК, Белгородская область. ЖЖ (14 марта 2016). Дата обращения: 11 сентября 2016.[неавторитетный источник]